# Schiffsbelader
Schiffsbelader sind Geräte zum Beladen von Schiffen mit Schüttgut, Säcken oder Kartons. Das Ladegut wird über Förderbänder zugeführt und gelangt über einen beweglichen Ausleger über das Schiff, wo es entweder im Freifall, über ein Fallrohr oder eine Rutsche in die Ladeluke des Schiffs gelangt. Der Ausleger ist meist beweglich gestaltet, um ein Verholen des Schiffes während der Beladung zu vermeiden.

## Bauarten von Schiffsbelader

### Längsverfahrbare Schiffsbelader

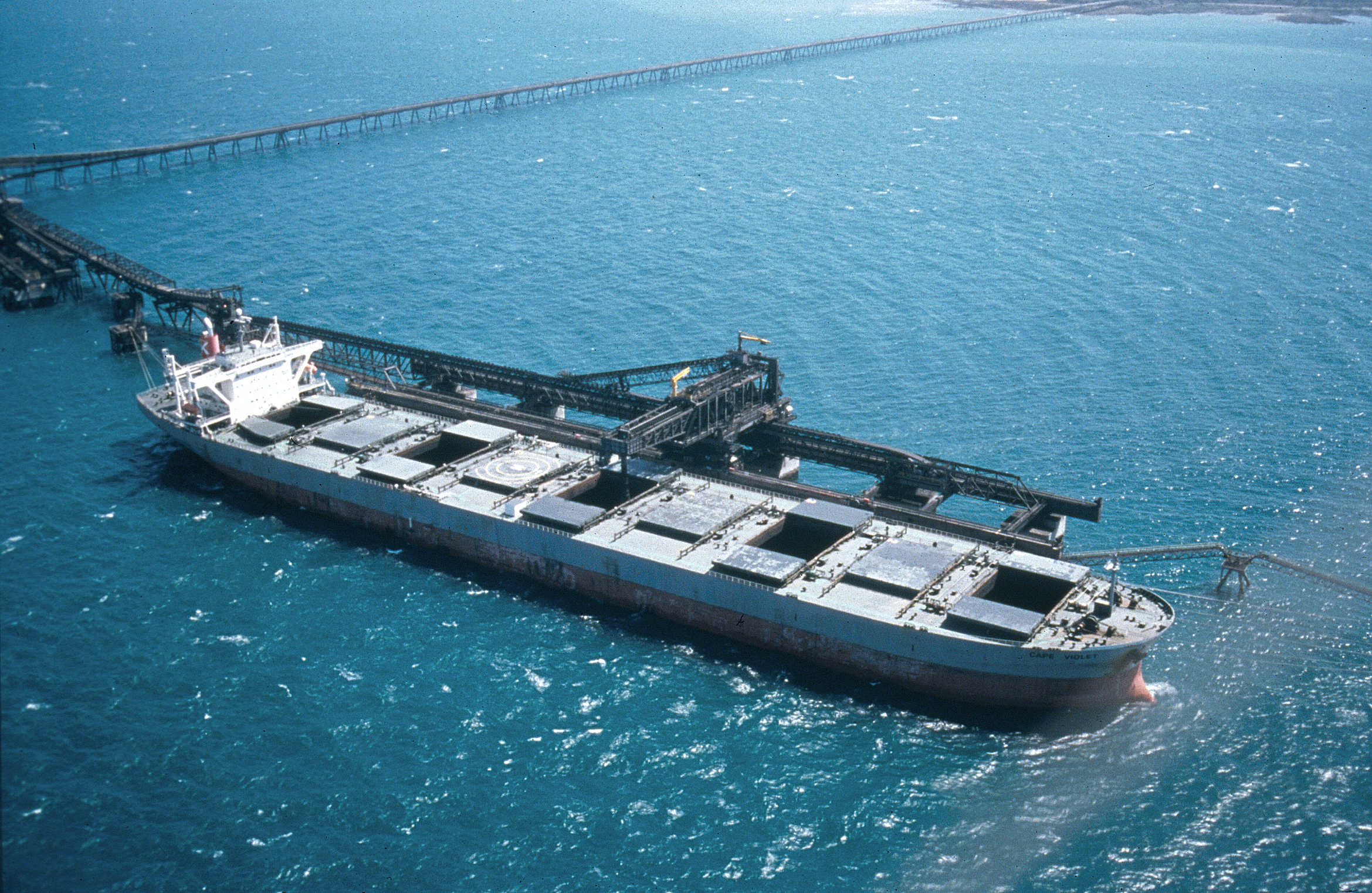
Frei aufgestellter Längsverfahrbarer Schiffsbelader für Eisenerz in Westaustralien

Längsverfahrbare Schiffsbelader sind am leistungsfähigsten. Das Material wird auf einem parallel zum Kai verlaufenden Förderband zugeführt. Der Schiffsbelader kann sich auf einem Portalfahrwerk entlang der Kai-Kante bewegen und den Ausleger senkrecht zur Kante aus- und einfahren. Diese Art von Schiffsbelader wird in großen Kohle- und Erzhäfen eingesetzt. Sie kann bis zu 12.000 t Schüttgut pro Stunde verladen.

### Schwenkbare Schiffsbelader

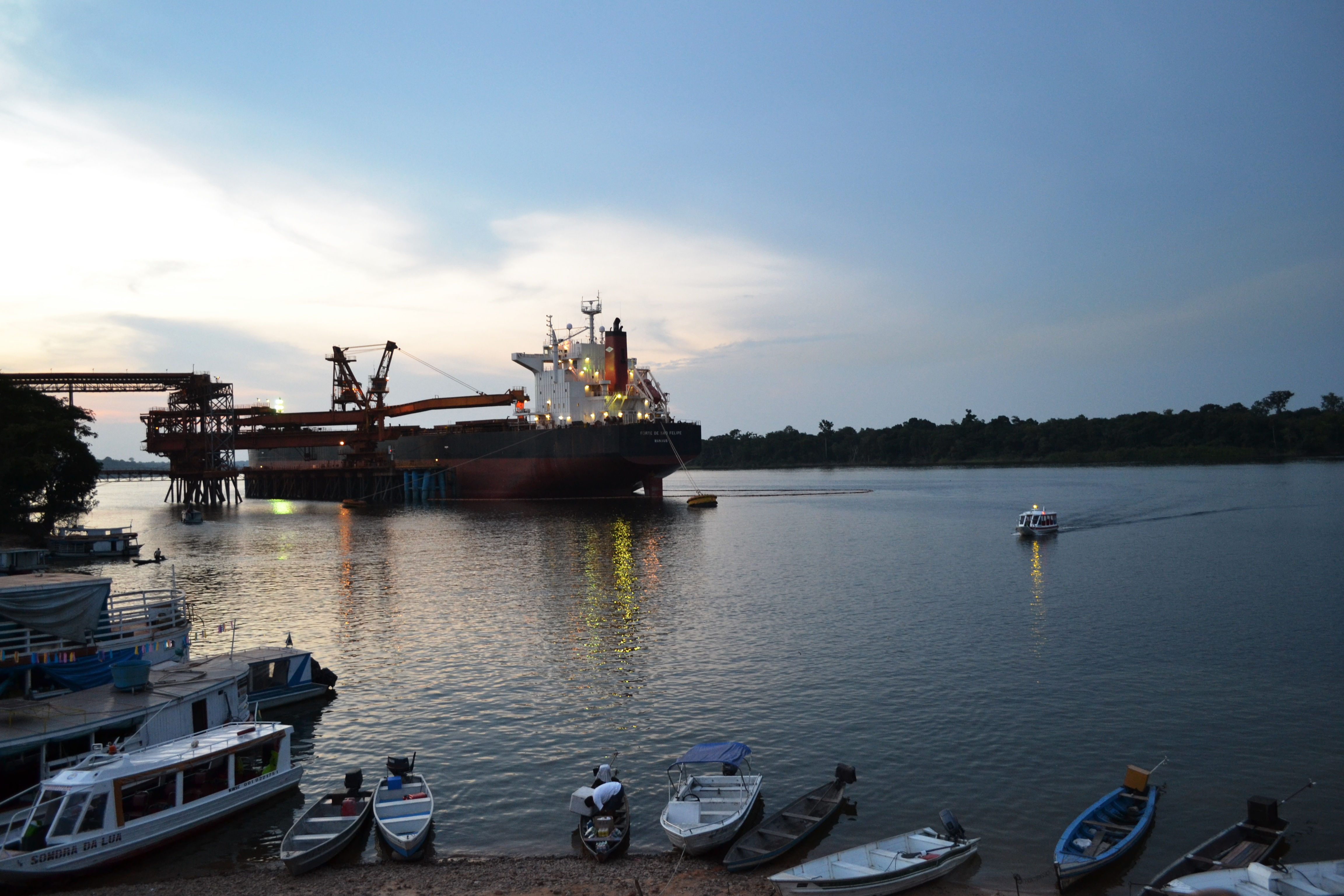
Schwenkbarer Schiffbelader für Bauxit mit gerade verlaufender Fahrbahn

Bei dieser Art bewegt sich der Ausleger um einen festen Drehpunkt und stützt sich dabei auf eine radial um den Drehpunkt verlaufende Fahrbahn oder eine gerade Fahrbahn ab. Solche Anlagen eignen sich zum Beladen von Schiffen in größerer Distanz vom Ufer. Die Bauart benötigt weniger Platz als ein längsverfahrbarer Schiffsbelader, dafür lassen sich ohne Verholen des Schiffes meist nicht alle Luken erreichen, weil der schräg zum Schiff verlaufende Ausleger mit den offenen Luken oder mit anderen Aufbauten des Schiffs kollidieren würde.

### Mobile Schiffsbelader

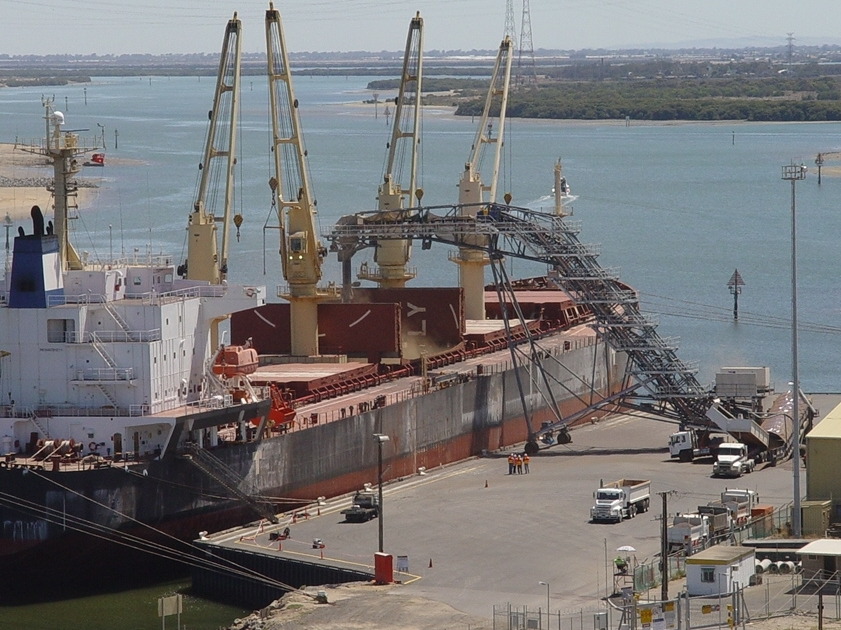
Mobiler Schiffbelader für große Schiffe

Mobile Geräte werden an Anlegestellen eingesetzt, die nicht alleine für den Schüttgutumschlag genutzt werden. Sie können bei nicht gebrauch vollständig vom Kai entfernt werden. Diese Geräte sind meist für kleinere Förderleistungen ausgelegt.

### Schiffsbelader für Schüttgut
Bei Schiffbelader für Schüttgut sind so konstruiert, dass das Ladegut möglichst ohne Beschädigung und Umweltemissionen auf das Schiff gelangt. Das Material wird deshalb nur in seltenen Fällen direkt vom Förderband über Kopf im Freiflug abgeworfen, sondern gleitet meist in einem Teleskoprohr nach unten. Um die Ecken des Laderaums zu erreichen, kann das Teleskoprohr entweder hydraulisch geschwenkt werden oder es befindet sich am unteren Ende ein drehbarer löffelförmiger Ausguss. Das Teleskoprohr ist zur Vermeidung von Staubbildung und um das Ladegut zu schonen meist mit Kaskadenrutschen versehen, welche die Fließgeschwindigkeit des Materials reduzieren.

### Schiffsbelader für Säcke
Bei Schiffsbelader für Sackgut werden die Säcke meist mit einem Förderband über das Schiff transportiert und gleiten dann über eine Wendelrutsche nach unten. Am Kopf des Schiffbeladers befindet sich meist ein Drehteller und ein kurzes teleskopierbares Förderband, so dass auch die Ecken des Laderaums erreicht werden können. Üblicherweise werden die Säcke beim Abwurf vom Kopf des Schiffsbeladers durch einen Arbeiter leicht geführt um eine möglichst kompakte Stauung zu erreichen. Auf diese Weise können bis zu 2500 Säcke pro Stunde verladen werden.

### Schiffsbelader für Kartonkisten
Schiffsbelader können auch über ein wendelförmiger Stetigförder verfügen, der den Transport von Kartonkisten mit Früchten erlaubt. Diese Schiffsbelader können in umgekehrter Richtung auch als Schiffsentlader genutzt werden.

## Hersteller von Schiffsbelader
Die folgenden Firmen stellen Schiffsbelader her:
- Sandvik
- SMB International, Quickborn
- Bühler
- ThyssenKrupp
- FAM Magdeburger Förderanlagen und Baumaschinen
- NEUERO, Melle[3]